# Klein Vielen
Klein Vielen é um município da Alemanha, situado no distrito de Mecklenburgische Seenplatte, no estado de Mecklemburgo-Pomerânia Ocidental. Tem 45,38 km² de área, e sua população em 2019 foi estimada em 619 habitantes.